# Estação Cuatro Caminos (Metrô da Cidade do México)
A Estação Cuatro Caminos é uma das estações do Metrô da Cidade do México, situada em Naucalpan de Juárez, seguida da Estação Panteones. Administrada pelo Sistema de Transporte Colectivo, é uma das estações terminais da Linha 2.
Foi inaugurada em 22 de agosto de 1984. Localiza-se no cruzamento da Avenida Ingenieros Militares com a Avenida 16 de Septiembre. Atende os bairros Argentina Poniente e Transmisiones. A estação registrou um movimento de 38.962.862 passageiros em 2016.